# The Cottage
The Cottage é um filme inglês de 2008 do gênero terror dirigido e roteirizado por Paul Andrew Williams com duração de 91 minutos. Foi produzido por Ken Marshall e Martin Pope e distribuído pela Pathe Pictures International e Steel Mill. Seu cinematógrafo foi Christopher Ross e seu editor, Tom Hemmings.